# Dictyopharoides rectirostris
Dictyopharoides rectirostris är en insektsart som först beskrevs av Maximilian Spinola 1852.  Dictyopharoides rectirostris ingår i släktet Dictyopharoides och familjen Dictyopharidae. Inga underarter finns listade i Catalogue of Life.